# エドゥアルド・ディ・カプア
エドゥアルド・ディ・カプア（伊語：Eduardo Di Capua、1865年3月12日 - 1917年10月3日）は、イタリアの作曲家。歌手。ナポリ出身。

## 経歴
ナポリ音楽院で音楽を学び、1883年から作曲を始めた。ナポリ周辺の小劇場やレストランで歌いながらカンツォーネの作曲活動を続けていた。またナポリのコンテスト、タヴォラ・ロトンダで第2位となった「オー・ソレ・ミオ」('O sole mio)は当時から大ヒットし、今も歌い継がれている。
1917年、ナポリで没する。

## 作品
- マルガテッラ (1887年)
- 金髪 Capille d'oro (1887年)
- わたしのギター Chitarra mia (1896年)
- オー・ソレ・ミオ 'O sole mio (1898年、作詞：カプッロ)
- マリア・マリ Maria Mari (1899年)
- 薔薇のセレナータ（薔薇夜曲） A serenata d‘e rrose (1899年)
- あなたにくちづけを I'te vurria vasa (1900年)
- 帰れ5月 Torna maggio (1900年)
- 5月の薔薇 Rosa 'e maggio (1908年)
- ベルサリエリ（狙撃兵）（行進曲）Ｉ Bersaglieri (1909年?)